# NGC 6633
NGC 6633 est un amas ouvert situé dans la constellation d'Ophiuchus. Il a été découvert par l'astronome suisse Jean Philippe Loys de Cheseaux en 1745.
Selon la classification des amas ouverts de Robert Trumpler, cet amas renferme entre 50 et 100 étoiles (lettre m) dont la concentration est moyennement faible (III) et dont les magnitudes se répartissent sur un intervalle moyen (le chiffre 2). Selon le site Lynga consacré aux amas ouverts, le nombre d'étoiles membres de l'amas est de 30.

## Observation
Avec une magnitude visuelle apparente de 4,6, cet amas peut être observé à l'œil nu ou avec une petite paire de jumelles.  

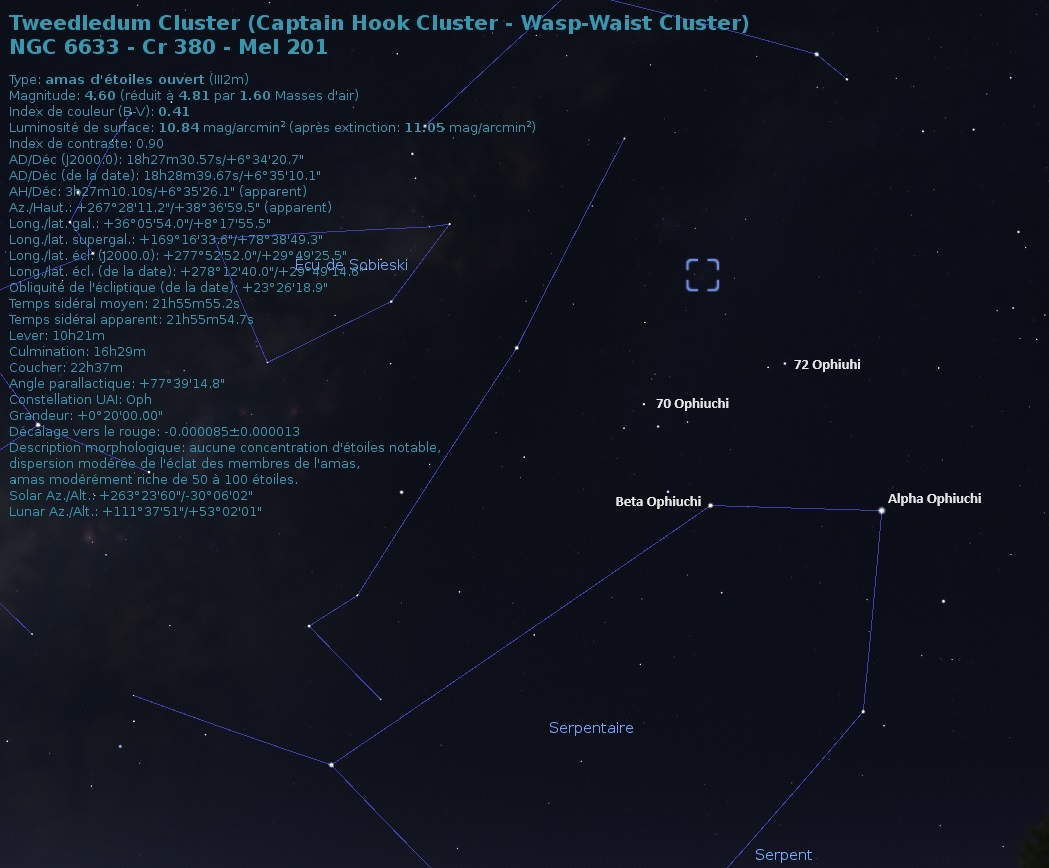
Localisation de NGC 6633 dans la constellation d'Ophiuchus (Stellarium).

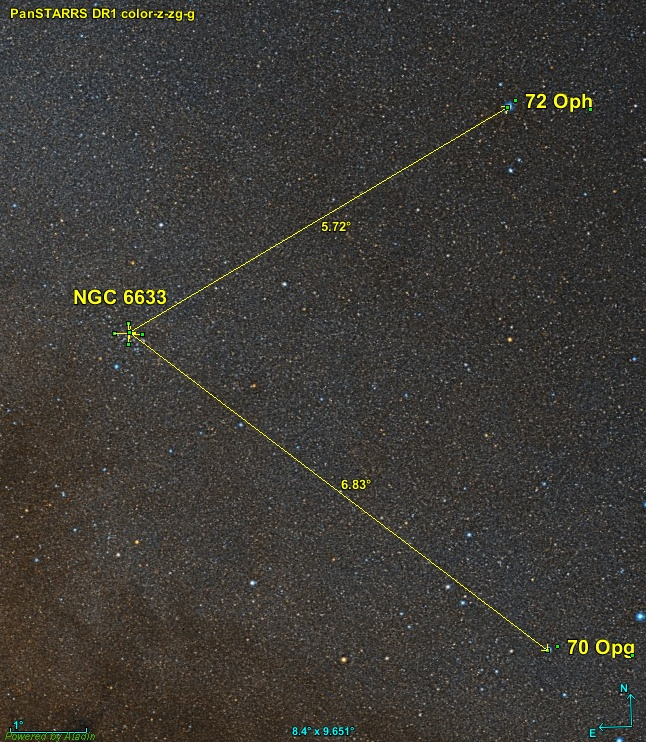
Position de NGC 6633 par rapport à deux étoiles de la constellation d'Ophiuchus.

L'amas ouvert NGC 6633 est passablement éloignée de toute étoile brillante. Les deux étoiles les plus brillantes situées à proximité sont 72 Ophiuchi (70 Oph) à environ 5,7 degrés au nord-ouest et 70 Ophiuchi à environ 6,8 degrés au sud-ouest.

## Caractéristiques
Certaines caractéristiques apparaissent sur la base de données Simbad, mais une publication très récente (2023) basée sur les mesures de la parallaxe par le satellite Gaia a permis une mise à jour importante des données. Les données du « GAIA EARLY DATA RELEASE 3 (GAIA EDR3) » ont également permis aux auteurs (Almeida, Monteiro et Dias) de cette publication d'estimer la masse de 773 amas ouverts, dont celle de NGC 6940 qui est de 512 ± 102 {\displaystyle M_{\odot }}.

### Distance, taille et vitesse
Cet amas est à 391 ± 2 pc du système solaire.
Simbad indique de récentes mesures réalisées en 2021 par le satellite Gaia de la distance de NGC 6633. Selon ces mesures, l'amas est à 391 ± 2 pc (∼1 280 al) du système solaire,, la même valeur que celle d'Almeida, Monteiro et Dias. La base de données Simbad indique aussi cinq autres valeurs comprises entre 385 pc et 420 pc, pour une moyenne de 403 ± 18 pc (∼1 310 al).
La taille apparente de l'amas est de 20 minutes d'arc, ce qui, compte tenu de la distance de 391 ± 2 pc et grâce à un calcul simple, équivaut à une taille réelle d'environ 7,4 années-lumière.
Huit valeurs récentes (de 2017 à 2021) de la vitesse, dont sept presque indentiques, sont indiquées sur Simbad. Ces sept valeurs sont comprises entre −28,59 ± 0,14 km/s et −29,10 ± 1,07 km/s. La huitième valeur est égale à 25,40 ± 3,79 km/s. La valeur provenant de Gaia est −28,195 ± 1,168 km/s.

### Métallicité
Simbad rapporte quatre valeurs de la métallicité (Fe/H) comparée au Soleil comprises entre -0,104 et -0,08. Selon Almeida et ses collègues, la métallicité de l'amas est égale à 0,117 ± 0,043. Selon cette veleur, le pourcentage d'éléments lourds (plus lourd que l'hydrogène et l'hélium) de cet amas serait compris entre 119% et 145% (100,117 ± 0,043) de celui du Soleil.

### Âge
Selon une étude publiées en 2023 et basée sur l'appauvrissement en lithium dans la photosphère de 6200 étoiles de 52 amas ouverts , l'âge de NGC 6633 est de 1,23 +0,72
−0,42 Ga (log10 age= 9,09  +0,20
−0,18).

## Étoile
Selon une article publié en 2022 basé sur les données recueillies par les relevés du satellite Gaia et de l'ESO, le nombre d'étoiles dont la probabilité d'appartenir à NGC 6633) est supérieure à 0,9 est de 14 à 21. 
NGC 6633 renferme au moins une étoile traînarde bleue de type spectral A Bp. Selon une étude publiée en 2022, NGC 6633 renferme au moins quatre étoiles traînardes bleues.
Simbad montre aussi un bouton nommé Children. En cliquant sur ce bouton, on atteint une section de cette base de données qui renferme un tableau contenant 2042 entrées pour NGC 6633. Cependant, des étoiles (les Children) peuvent apparaître plusieurs fois dans la deuxième colonne du tableau, d'où le nombre de liens bibliographiques qui est supérieure au nombre d'étoiles. La quatrième colonne de ce tableau indique la probabilité que l'étoile appartienne à l'amas. En cliquant sur le titre de cette colonne, on peut classer la probabilité par ordre croissant ou décroissant. En cliquant sur la désignation de l'étoile, on atteint la page de Simbad qui résume ses propriétés.